# Championnats du monde de pentathlon moderne 1975
Navigation
Édition précédente Édition suivante
Les championnats du monde de pentathlon moderne 1975, vingt-et-unième édition des championnats du monde de pentathlon moderne, ont eu lieu en 1975 à Mexico, au Mexique.